# Bouze-lès-Beaune
Bouze-lès-Beaune és un municipi francès, situat al departament de la Costa d'Or i a la regió de Borgonya - Franc Comtat. L'any 2007 tenia 328 habitants.

## Demografia

### Població
El 2007 la població de fet de Bouze-lès-Beaune era de 328 persones. Hi havia 120 famílies, de les quals 20 eren unipersonals (8 homes vivint sols i 12 dones vivint soles), 44 parelles sense fills, 48 parelles amb fills i 8 famílies monoparentals amb fills.
La població ha evolucionat segons el següent gràfic:
Habitants censats

### Habitatges
El 2007 hi havia 146 habitatges, 127 eren l'habitatge principal de la família, 6 eren segones residències i 13 estaven desocupats. 141 eren cases i 5 eren apartaments. Dels 127 habitatges principals, 110 estaven ocupats pels seus propietaris, 10 estaven llogats i ocupats pels llogaters i 7 estaven cedits a títol gratuït; 12 tenien dues cambres, 8 en tenien tres, 42 en tenien quatre i 65 en tenien cinc o més. 65 habitatges disposaven pel capbaix d'una plaça de pàrquing. A 50 habitatges hi havia un automòbil i a 69 n'hi havia dos o més.

### Piràmide de població
La piràmide de població per edats i sexe el 2009 era:
| Homes | Edats   | Dones |
| ----- | ------- | ----- |
| 0     | 95 o +  | 0     |
| 0     | 90 a 94 | 4     |
| 0     | 85 a 89 | 0     |
| 4     | 80 a 84 | 4     |
| 8     | 75 a 79 | 8     |
| 8     | 70 a 74 | 0     |
| 4     | 65 a 69 | 8     |
| 4     | 60 a 64 | 4     |
| 4     | 55 a 59 | 0     |
| 4     | 50 a 54 | 12    |
| 16    | 45 a 49 | 12    |
| 16    | 40 a 44 | 12    |
| 8     | 35 a 39 | 8     |
| 12    | 30 a 34 | 8     |
| 8     | 25 a 29 | 12    |
| 8     | 20 a 24 | 8     |
| 12    | 15 a 19 | 4     |
| 12    | 10 a 14 | 12    |
| 16    | 5 a 9   | 0     |
| 8     | 0 a 4   | 8     |

## Economia
El 2007 la població en edat de treballar era de 216 persones, 171 eren actives i 45 eren inactives. De les 171 persones actives 160 estaven ocupades (86 homes i 74 dones) i 11 estaven aturades (5 homes i 6 dones). De les 45 persones inactives 21 estaven jubilades, 13 estaven estudiant i 11 estaven classificades com a «altres inactius».

### Ingressos
El 2009 a Bouze-lès-Beaune hi havia 130 unitats fiscals que integraven 334 persones, la mediana anual d'ingressos fiscals per persona era de 19.183 €.

### Activitats econòmiques
Dels 10 establiments que hi havia el 2007, 3 eren d'empreses de construcció, 2 d'empreses de comerç i reparació d'automòbils, 3 d'empreses d'hostatgeria i restauració, 1 d'una empresa immobiliària i 1 d'una empresa de serveis.
Dels 5 establiments de servei als particulars que hi havia el 2009, 1 era un paleta, 1 guixaire pintor, 1 lampisteria, 1 restaurant i 1 agència immobiliària.
L'any 2000 a Bouze-lès-Beaune hi havia 16 explotacions agrícoles que ocupaven un total de 49 hectàrees.

## Poblacions més properes
El següent diagrama mostra les poblacions més properes.